# Дентална флуороза
Дентална флуороза је уобичајено стање које погађа и примарне и секундарне дентиције; међутим, ефекти на секундарну дентицију су вероватно дубљи због њихове трајности.
Елемент флуор се највише налази у свом флуоридном облику у природи.  Одређене географске локације имају релативно високе природне концентрације флуора у води за пиће (на пример, Пакистан, Кина и Индија). Прекомерни унос флуора повезан је са развојем патолошких стања, чији утицај зависи од тога када је дошло до излагања, дужине излагања и концентрације укљученог флуорида. У зависности од горе наведених фактора може се развити неколико стања, укључујући флуорозу зуба, флуорозу скелета и токсичност флуора.
Најчешћи пут гутања флуора је вода за пиће. Алтернативни извори укључују биљке, које на сличан начин добијају флуориде путем узимања воде. Флуориди се такође могу удисати. Ова професионална опасност је повезана са рударством и топљењем метала, укључујући алуминијум. Подједнако, као и вишак флуора и недостатак флуора је повезан са штетним ефектима, пре свега са повећаном осетљивошћу на зубни каријес.
Обезбеђивање системских суплемената флуора, вештачко флуорисање воде и директна локална примена средстава за зубе који садрже флуор су превентивне мере које се примењују да би се смањио ризик од развоја каријеса. Ове мере такође могу ненамерно довести до прекомерног уноса флуора и потенцијално изазвати флуорозу зуба. Преваленција денталне флуорозе се значајно повећала у САД и процењује се на 65% код особа старости од 12-15 година, са 30,4% дијагноза које су класификоване као умерене до тешке.

## Епидемиологија
На глобалном нивоу преваленција денталне флуорозе непрестано расте. У САД је погођено 23% укупне популације. Код адолесцената, ово се повећава на 41%, што је цифра која се скоро удвостручила од 1987. године. Као резултат значајног повећања преваленције благе до умерене денталне флуорозе, Министарство здравља САД смањило је циљну концентрацију у флуорисаној води са 1 ппм на 0,7 ппм.
Иако је блага до умерена дентална флуороза релативно честа, требало би имати у виду, да су клинички тешки облици ретки у САД и Европи.
Полне разлике
Дентална флуороза се јавља подједнако код оба пола и може се јавити и у примарној и трајној дентицији.

## Етиологија
Дентална флуороза је узрокована прекомерним уносом флуора током развоја зуба. Озбиљност денталне флуорозе зависи од дозе и времена изложености прекомерној количини флуора унутар критичног периода развоја и генетских фактора. Верује се да вишак флуорида у плазми омета уклањање амелогенина током сазревања глеђи што доводи до стварања хипоминерализоване глеђи.
Критични периодза развој денталне флуорозе као одговора на прекомерни унос флуорида креће се од рођења до осме године живота.  Дакле, прекомерна потрошња флуорида ван амелогенезе неће довести до флуорозе зуба. Визуелно уочљиве промене глеђи карактеристичне за флуорозу зуба повезане су са нивоима флуорида у води већим од 1,5 ppm.
Вештачки флуорисана вода има циљну концентрацију флуорида од 1 ppm, за коју се сматра да оптимизује анти-кариогена својства флуорида, истовремено минимизирајући ризик од штетних ефеката, укључујући флуорозу зуба.

## Патофизиологија
До данас дефинитивна патофизиологија денталне флуорозе није у потпуности схваћена. Амелобласти су одговорни за синтезу глеђи током амелогенезе (строго регулисаног процеса који укључује више фаза у којима се производе кристали хидроксиапатита).
Високи нивои флуорида у плазми током амелогенезе доводе до стварања порозне хипоминерализоване глеђи. У тешким случајевима, порозност се може проширити ка  дентино-глеђном споју. Фаза раног сазревања је најрањивија фаза амелогенезе на хронично повишен ниво флуорида у плазми.
Током фазе сазревања, протеини матрикса емајла, укључујући амелогенин, хидролизују протеиназе. Овај процес је одложен у флуоризованој глеђи. Такође се показало да флуор индукује апоптозу у амелобластима током сазревања глеђи и за коју се сматра да доприноси удубљењу глеђи у тешким случајевима денталне флуорозе.

## Диференцијална дијагноза
Диференцијална дијагноза денталне флуорозе је опсежна и укључује:
- ране каријесне лезије,
- хипоминерализацију моларних секутића,
- развојне поремећаје глеђи и дентина, укључујући  амелогенезу имперфекта,
- Тарнерову хипоплазију,
- бојење тетрациклином,
- зубне манифестације целијакије.[20][21]

Кључ за препознавање денталне флуорозе је позитивна историја флуора унутар критичног прозора амелогенезе, симетрична хронолошка дистрибуција у обрасцу захваћених зуба и повећана отпорност на каријес.
Клиничари морају бити у стању да диференцијално дијагностички разликују денталну флуорозу од стања као што је зубни каријес, јер потребно лечење значајно варира.

## Терапија
Планирање лечења је индивидуализован процес који се фокусира на превенцију и минимално инвазивне модалитете лечења где је то могуће.  При том требало би имати у виду да се то пре требају уочити клинички знаци денталне флуорозе у дентицији, како би стратегије превенције биле ефикасне.
Превенција се мора подстицати од рођења и првенствено лежи у образовању неговатеља кроз владине стратегије и политици. Ове стратегије укључују контролу нивоа флуора у води за пиће и едукацију неговатеља о етиологији флуорозе и важности примања оптималне количине флуора. Ово може укључивати избегавање суплемената флуора, посебно у областима са флуорисаном водом, и фокусирање на употребу локалних флуорида као што су они у пастама за зубе са флуором и водицама за испирање уста.
Примарна брига за већину пацијената оболелих од денталне флуорозе је естетика. Када пацијенти почну сатерапијом, биће им потребно доживотно одржавање њихових надокнада зуба. Из тог разлога, посебно тамо где постоје минимални симптоми и функционални дефицити, планови лечења морају бити усредсређени на принципе минимално инвазивне стоматологије (наравно када је то могуће. Тешки случајеви денталне флуорозе могу захтевати деструктивније терапијске опције, али пацијенти морају бити потпуно свесни ризика такве терапије.

## Превенција
Балансирајући предности превенције каријеса са ризиком од денталне флуорозе, ЕФСА је препоручила АИ од 0,05 мг флуорида/кг телесне тежине дневно из свих извора за децу и одрасле, укључујући труднице и дојиље. За одрасле, овај унос флуорида није прекорачен са концентрацијом у води за пиће од приближно 1 мг/Л флуорида, под условима у којима је вода за пиће једини релевантни извор флуорида. За децу, међутим, АИ се може тек достићи, на пример када 6-годишње дете од 20 кг попије 1 Л воде која садржи 1 мг флуорида/Л.

## Прогноза
У благим и умереним случајевима денталне флуорозе, прогноза је веома добра а пацијенти су иначе асимптоматски.  Показало се да су минимално инвазивне технике веома ефикасне у лечењу ових случајева уз висок ниво задовољства пацијената.
У ређим tешким случајевима денталне флуорозе, структура дентина и глеђи постаје угрожена. Као резултат ових промена пацијенти могу патити од преосетљивости дентина, прекомерног трошења зуба и прелома глеђи. У овим случајевима, минимално инвазивне технике доводе до побољшања изгледа зуба.
Да би се постигли задовољавајући резултати у деструктивнијим техникама као што је потпуна покривеност, можда ће бити потребно размотрити конвенционалне крунице. Ако се овај поступак примени пацијенти морају бити обавештени о доживотном одржавању које захтева такав рестаураторски рад, укључујући потребу за поправком, заменом, па чак и евентуалним губитком зуба.

## Компликације
У благим и умереним случајевима денталне флуорозе, захваћена дентиција је отпорна на каријес. Ово није изненађујуће с обзиром на добро документовану улогу флуора у превенцији каријеса.
У тешким случајевима денталне флуорозе, где је структурни интегритет глеђи и дентина угрожен, пацијенти су под већим ризиком од каријеса, преосетљивости дентина, појаве тамних промена боје и трошења зуба. Ово стање ће утицати на естетику, функцију и дуговечност зуба појединца.
Код тешких случајева, неопходно је размотрити да ли пацијенти који су погођени тешком денталном флуорозом пате и од скелетне флуорозе.